# 香ヶ丘リベルテ高等学校
香ヶ丘リベルテ高等学校（かおりがおかリベルテこうとうがっこう）は、大阪府堺市堺区浅香山町一丁にある私立高等学校。

## 概要
学校法人愛泉学園が運営する私立女子校である。堺女子短期大学および堺リベラル中学校・高等学校と敷地を共有している。
愛泉高等学校・堺女子高等学校の校名を経て、2012年度に現在の校名へと改称している。堺女子高等学校当時は、「堺女」（さかじょ）の略称で呼ばれていた。
2005年には文部科学省からスーパーイングリッシュランゲージハイスクール（SELHi）に指定された。
普通科1学科を設置し、その中にコースを設定している。2022年度時点では7つのコースが設置され、各コースごとに保育・美容・メイク・音楽・スポーツなどの科目がある。2012年度から2017年度にかけて表現教育科が併設されていたが、表現教育科は2018年度に堺リベラル高等学校として分離独立している。

## 沿革
大阪府立堺高等女学校の同窓会である「愛泉会」が母体となって設立した堺愛泉女学校が前身である。戦後の学制改革により新制高等学校に改編され、愛泉高等学校・堺女子高等学校の校名を経て、2012年度に現在の校名へと改称した。

### 年表
- 1922年 - 堺愛泉女学校として開校。
- 1940年 - 愛泉高等女学校認可。
- 1948年 - 学制改革により愛泉高等学校となる。
- 1991年 - 堺女子高等学校へ改称。
- 2000年 - 国際教養コース開設。
- 2001年 - 美容進学コース開設。
- 2002年 - ビューティメイクコース開設。
- 2003年 - メイクアートコース開設。
- 2004年 - アクティブアートコース開設。
- 2005年 - フィジカルコース開設。
- 2006年 - ファッションビジネスコース新設。
- 2009年 - 堺リベラル中学校を併設。表現分野を中心とした中高一貫教育とする。
- 2011年 - アンダンテコース開設。美容進学コースとメイクアートコースを統合し美容芸術コースに再編。
- 2012年 - 香ヶ丘リベルテ高等学校へ改称。表現教育科を併設。
- 2016年 - ライフデザインコース開設。
- 2018年 - 表現教育科を新設の堺リベラル高等学校に分離。普通科1学科となる。堺リベラル中学校は堺リベラル高等学校との中高一貫教育となる。
- 2018年 - クッキングエキスパートコース開設。

## 著名な出身者
- 矢野未希子（ファッションモデル）
- 渡瀬悠宇（漫画家）
- 飛鳥凛（タレント）
- 小澤美夏（スピードスケート選手）
- 神崎紗衣 （グラビアアイドル・タレント・ 恵比寿マスカッツ ）
- 大濱絵梨香（タレント）
- 赤江夏星（卓球選手）

## 交通
- JR阪和線浅香駅 西へ約650m、または堺市駅 北へ約950m。
- 南海高野線浅香山駅 南西へ約1.1km。
- 南海バス 愛泉学園前バス停